# Yekepa
Yekepa er en by i det nordøstlige hjørne af Liberia, beliggende på grænsen til nabolandet Guinea. Byen havde en omfattende minedrift indtil minerne blev ødelagt under landets borgerkrig.